# Other Planes of There
Other Planes of There è un album discografico del musicista jazz statunitense Sun Ra e della sua Solar Arkestra. Registrato nel 1964, il disco venne pubblicato nel 1966 dalla El Saturn Records, etichetta di proprietà dell'artista. L'album è stato ristampato in formato compact disc per la prima volta dalla Evidence nel 1992.

## Il disco

### Registrazione
Il materiale che costituisce l'album venne registrato al Choreographer's Workshop, New York (luogo abituale delle prove dell'Arkestra) nel 1964.

## The New Thing
Poco tempo dopo l'incisione di Other Planes of There, il pittore/musicista Bill Dixon e il regista Peter Sabino iniziarono a presentare vari concerti al Cellar Cafe, una caffetteria sulla West 91st Street, a New York. Ingaggiarono Sun Ra il 15 giugno, ed egli si presentò con una band formata da quindici elementi con la partecipazione di Pharoah Sanders (in sostituzione di John Gilmore) e Black Harold. La folla che partecipò a questa esibizione, e a quella di Archie Shepp, persuase i promotori ad organizzare un festival della "New Thing" (la "cosa nuova" come veniva inizialmente chiamato il nascente movimento free jazz) in quattro serate. Senza pubblicità - o elettricità - Dixon chiamò ad esibirsi più di quaranta artisti, inclusi John Tchicai, Cecil Taylor, Roswell Rudd e Jimmy Giuffre.
Uno degli spettatori dei concerti al Cellar Cafe fu Bernard Stollman, un avvocato che si innamorò letteralmente di questa nuova musica tanto da voler registrare e mettere sotto contratto tutti gli artisti della new thing per la sua etichetta discografica ESP-Disk. Il primo album free jazz ad uscire per la ESP fu Spiritual Unity di Albert Ayler, seguito poi da vari dischi di Ornette Coleman, Pharoah Sanders e The Fugs. Sun Ra avrebbe inciso per la ESP nel 1965; producendo l'album The Heliocentric Worlds of Sun Ra, Volume One.

## Tracce

### LP vinile 12"
- Tutti i brani sono opera di Sun Ra.

Lato A
1. Other Planes of There - 22:01

Lato B
1. Sound Spectra/Spec Sket - 7:39
2. Sketch - 4:46
3. Pleasure - 3:10
4. Spiral Galaxy - 10:01

## Formazione[3]
- Sun Ra - piano
- Walter Miller - tromba
- Ali Hassan - trombone
- Teddy Nance - trombone
- Bernard Pettaway - trombone basso
- Marshall Allen - sax alto, oboe, percussioni
- Danny Davis - sax alto, flauto
- John Gilmore - sax tenore
- Pat Patrick - sax baritono
- Robert Cummings - clarinetto basso
- Ronnie Boykins - contrabbasso
- Roger Blank - batteria
- Lex Humphries - batteria